# 中村達也
中村達也（日语：／ Nakamura Tatsuya，8月8日—）是一名日本男性聲優，靜岡縣出身，PACage新人所屬。

## 經歷
2016年7月起隸屬於Office PAC。
2025年3月24日，因Office PAC法人解散，與所屬成員共同成立PACage並轉籍。

## 人物
特技包括電弧焊與堆高機操作，興趣是滑雪。

## 演出作品
※粗體字為主要角色。

### 電視動畫
2022年
- 幻想三國誌 -天元靈心記-（旅人B·男、村民）

2023年
- 永久少年 Eternal Boys（製作人）

2025年
- 膽大黨 第2期（牧場主）

### 遊戲
2019年
- 勇者鬥惡龍XI 尋覓逝去的時光 S

2020年
- Final Fantasy VII 重製版

## 外部連結
- 中村達也｜PACage合同会社